# Лейля Имрет
Лейля Имрет (на турски: Leyla İmret) е турска политичка от кюрдски етнически произход. Кметица е на град Джизре в периода от 31 март 2014 до 11 септември 2015 г.

## Биография
Имрет е родена в Джизре, вилает Шърнак, Турция през 1987 г. След смъртта на баща си, който загива в конфликт между силите за сигурност и ПКК, мигрира със семейството си в Мерсин през 1992 г. Премества се в гр. Бремен, Германия през 1996 г.
През 2013 г. се връща в Турция. На местните избори през 2014 г. е избрана за кмет на град Джизре от листата на Партията на мира и демокрацията.